# Tramwaje w Konotopie
Tramwaje w Konotopie (ukr. Конотопський трамвай, Konotopśkyj tramwaj, wym. konoˈtɔpsʲkɪj t̪rɑmˈʋɐi̯) – system komunikacji tramwajowej działający w ukraińskim mieście Konotop.

## Historia
Konotop jest jednym z ostatnich miast Ukrainy w którym uruchomiono sieć tramwajową. Budowę linii tramwajowej w Konotopie zaproponowano w styczniu 1949 r., 15 sierpnia zatwierdzono projekt. Pierwszą trasę wybudowano głównie dzięki własnej inicjatywie mieszkańców miasta i zrobiono to przed zatwierdzeniem planów budowy. Tramwaje w Konotopie uruchomiono 25 grudnia 1949 r. Początkowo trasę obsługiwały dwa wagony tramwajowe typu F. Od początku był to tramwaj elektryczny o standardowej w byłym ZSRR szerokości toru wynoszącej 1524 mm. 7 listopada 1967 r. uruchomiono linię nr 3 na trasie Puteprowod – posełok KPWRZ. Do 1969 r. w Konotopie nie było zajezdni tramwajowej. W 1972 r. otwarto podstację tramwajową nr 2. W 1986 r. linię nr 3 przedłużono do ulicy Depowskiej. Pod koniec lat 80. całkowita długość torów tramwajowych przekroczyła 27 kilometrów, mieszkańcy podróżowali wyłącznie nowoczesnymi jak na tamte czasy wagonami typu KTM-5, których w szczytowym momencie było 40. Większość tras jest jednotorowa.
W 2004 roku uroczyście ustawiono pomnik w postaci tramwaju KTM-5 u zbiegu ulic Klubnej i Uspensko-Troickiej. W ostatnim czasie poważnie rozważano zakup nowego taboru, m.in. ze zlikwidowanej sieci tramwajowej w Kramatorsku. Pewnym odnowieniem parku taborowego był zakup w 2007 roku fabrycznie nowego wagonu K-1 produkcji zakładów Tatra-Jug. W 2018 roku bilet tramwajowy kosztował 2 hrywny.
7 czerwca 2018 roku ruch tramwajowy w mieście został zawieszony. Pracownicy ruchu złożyli protest na czas nieokreślony związany z brakiem pensji, a 11 czerwca wyszli na ulicę blokując drogę Konotop – Sum. Tramwaje nie posiadają ważnych badań technicznych. 25 czerwca około 8:30 motorniczowie nielegalnie wyjechali na miasto tramwajami o numerach bocznych #82 i #95. Związku z tym, dyrektor firmy zarządzającej tramwajami w Konotopie złożył zawiadomienie o popełnieniu przestępstwa, w którym oprócz motorniczych, za zaistniałą sytuację obwinił także starszego dyspozytora, dyspozytora i szefa służby ruchu. „Napastnicy rozpoczęli autokratyczny ruch tramwajów, które nie przeszły obowiązkowego badania technicznego, co stanowi zamierzone zagrożenie dla pasażerów i innych uczestników ruchu” – czytamy w piśmie. 27 czerwca w zajezdni zgromadziła się demonstracja, na terenie administracji firmy zgromadzili się deputowani rady miejskiej, pracownicy firmy oraz mieszkańcy miasta. Zgromadzenie podzieliło się na dwa odłamy: jeden nawoływał do blokowania wyjazdu tramwajów na miasto, drugi zaś zażądał wznowienia kursowania. Ostatecznie tego dnia na linię wyjechały 4 tramwaje. Ponownie komunikację tramwajową wstrzymano 14 lipca, a następnie wznowiono 24 sierpnia.

## Linie
Stan z 2018 r.
| Linia | Trasa                                    |
| ----- | ---------------------------------------- |
|       | Wułycia Depowśka ↔ Zahrebella            |
|       | Wułycia Riaboszapka ↔ Zawod «Motordetal» |
|       | Wułycia Depowśka ↔ Sełyszcze KWRZ        |

## Tabor
Początkowo do obsługi nowej linii otrzymano dwa tramwaje typu F. W 1957 r. otrzymano 5 czteroosiowych tramwajów o (numery taborowe #11, #12, #13, #14 i #15). W 1959 r. otrzymano z Kijowa jeden wagon typu Pulman o nr #16. Do obsługi nowo uruchomionej linii nr 3 z Kijowa sprowadzono dwukierunkowe tramwaje KTW-57. W 1972 r. otrzymano 5 wagonów KTM-5. W 1986 r. wycofano z eksploatacji tramwaje KTW-57. Pod koniec lat 80. XX w. w Konotopie było 40 wagonów, z których część jeździła w składach na linii nr 2. W 1997 r. zakupiono 3 wagony KTM-5 z Dniepru. Jeden z wagonów pochodzących z Dniepru (#101) ustawiono jako pomnik przed zajezdnią tramwajową. W 2007 r. zakupiono tramwaj typu Tatra-Jug K-1.
W lutym 2023 r., w ramach pomocy humanitarnej, miasto Warszawa zadeklarowało przekazanie do Konotopu 23 wycofywanych z eksploatacji wagonów 105Na. Transport pierwszych sześciu wagonów odbył się w dniu 22 lutego 2023. W kwietniu 2023 odbyły się pierwsze jazdy próbne wagonu #1240 po przystosowaniu do toru 1524 mm. Przeróbki dokonało lokalne przedsiębiorstwo KTU. Pierwszy 105Na wyruszył na trasę w regularnym ruchu 3 sierpnia 2023.
Do Konotopu ma trafić także 25 wagonów Tatra T3 i T6A5 z czeskiej Ostrawy.
Tabor eksploatowany liniowo według stanu z 2 stycznia 2020 r.:
| Zdjęcie        | Typ            | Eksploatacja od | Liczba      |
| -------------- | -------------- | --------------- | ----------- |
|                | KTM-5M3        | 1972            | 10          |
|                | Tatra-Jug K-1  | 2007            | 1           |
|                | Tatra T3A      | 2019            | 6           |
|                | 105Na          | 2023            | 23          |
|                | Tatra T6A5     |                 | docelowo 25 |
| Łączna liczba: | Łączna liczba: | Łączna liczba:  | 40          |

Tabor techniczny składa się z dwóch tramwajów GS-4 (nr SCH-2, SCH-3), oba wagony to pługi śnieżne.